# Copa de Alemania de 1939
La Copa de Alemania de 1939 fue la quinta edición anual de la copa nacional de la Alemania nazi y contó con la participación de 62 equipos.
El 1. F. C. Núremberg venció en la final al Waldhof Mannheim en el Olympiastadion para ser el primer equipo en ganar la copa nacional en más de una ocasión.

## Primera Ronda
Los partidos se jugaron entre el 20 de agosto y el 5 de noviembre.
| Equipo 1                  | Resultado   | Equipo 2                     |
| ------------------------- | ----------- | ---------------------------- |
| SC Union Oberschöneweide  | 1-2         | Blau-Weiß 90 Berlin          |
| PSV Danzig                | 2-3         | Viktoria Stolp               |
| NSTG Warnsdorf            | 2-3         | FC Sportfreunde Leipzig      |
| 1. SC Göttingen 05        | 4-3         | 1. SV Jena                   |
| WKG BSG Neumeyer Nürnberg | 7-3         | CSC 03 Kassel                |
| VfL Halle 1896            | 0-3         | Dresdner SC                  |
| FC Thüringen Weida        | 1-2         | Berliner SV 92               |
| SV Klettendorf            | 3-0         | Minerva 93 Berlin            |
| VfL Köln 1899             | 9-0         | Wormatia Worms               |
| Eimsbütteler TV           | 2-3         | Borussia Dortmund            |
| 1. FC Schweinfurt 05      | 3-2 (t.e.)  | SC Wacker Wien               |
| SpVgg Cannstatt           | 1-1 (2-4 p) | VfB Mühlburg                 |
| Hamborn 07                | 1-3         | Hamburger SV                 |
| Blumenthaler SV           | 3-4 (t.e.)  | SV Polizei Hamburg           |
| VfR Mannheim              | 2-3 (t.e.)  | Westende Hamborn             |
| SV Kurhessen Kassel       | 0-5         | SpVgg Köln-Sülz              |
| First Vienna FC 1894      | 2-3 (t.e.)  | BC Hartha                    |
| Borussia Neunkirchen      | 4-1         | VfL Benrath                  |
| FC Singen 04              | 1-3         | 1. FC Nürnberg               |
| SV 99 Leipzig             | 1-2         | Vorwärts-Rasensport Gleiwitz |
| Hertha BSC                | 6-2         | Planitzer SC                 |
| Vorwärts Billstedt        | 1-3         | Fortuna Düsseldorf           |
| FSV Frankfurt             | 5-3         | Mülheimer SV 06              |
| SV Dessau 05              | 1-2         | Tennis Borussia Berlin       |
| Konkordia Plauen          | 5-3         | SC Victoria Hamburg          |
| SK Admira Wien            | 0-1         | SV Waldhof Mannheim          |
| SV Beuel 06               | 0-5         | Eintracht Frankfurt          |
| VfB 03 Bielefeld          | 1-3         | VfL Osnabrück                |
| VfvB Alsum                | 0-13        | FC Schalke 04                |
| VfB Coburg                | 1-6         | SK Rapid Wien                |
| Phönix Karlsruhe          | 3-5         | Stuttgarter Kickers          |
| Sportvgg. Masovia Lyck    | Cancelado   | MSV Tilsit                   |

### Replay
| Equipo 1     | Resultado | Equipo 2        |
| ------------ | --------- | --------------- |
| VfB Mühlburg | 2-0       | SpVgg Cannstatt |

## Segunda Ronda
Los partidos se jugaron el 19 de noviembre al 3 de diciembre.
| Equipo 1                     | Resultado  | Equipo 2                  |
| ---------------------------- | ---------- | ------------------------- |
| Viktoria Stolp               | 1-3        | Blau-Weiß 90 Berlin       |
| FC Sportfreunde Leipzig      | 3-1        | 1. SC Göttingen 05        |
| Dresdner SC                  | 1-2        | WKG BSG Neumeyer Nürnberg |
| Berliner SV 92               | 6-1        | SV Klettendorf            |
| Borussia Dortmund            | 1-6        | VfL 99 Köln               |
| SC Wacker Wien               | 4-2        | VfB Mühlburg              |
| Hamburger SV                 | 11-2       | SV Polizei Hamburg        |
| Borussia Neunkirchen         | 1-2 (t.e.) | BC Hartha                 |
| 1. FC Nürnberg               | 2-1        | Stuttgarter Kickers       |
| Vorwärts-Rasensport Gleiwitz | 5-2        | Hertha BSC                |
| Tennis Borussia Berlin       | 4-1        | Konkordia Plauen          |
| Eintracht Frankfurt          | 0-1 (t.e.) | SV Waldhof Mannheim       |
| VfL Osnabrück                | 3-2        | FC Schalke 04             |
| Fortuna Düsseldorf           | 4-0        | FSV Frankfurt             |
| SpVgg Köln-Sülz              | 1-2 (t.e.) | Westende Hamborn          |
| SK Rapid Wien                | bye        |                           |

## Tercera Ronda
Los partidos se jugaron el 10 de diciembre.
| Equipo 1                  | Resultado | Equipo 2                     |
| ------------------------- | --------- | ---------------------------- |
| Blau-Weiß 90 Berlin       | 9-2       | FC Sportfreunde Leipzig      |
| WKG BSG Neumeyer Nürnberg | 2-1       | Berliner SV 92               |
| VfL 99 Köln               | 1-3       | SC Wacker Wien               |
| Hamburger SV              | 2-0       | Westende Hamborn             |
| BC Hartha                 | 0-1       | 1. FC Nürnberg               |
| SK Rapid Wien             | 6-1       | Vorwärts-Rasensport Gleiwitz |
| Fortuna Düsseldorf        | 8-1       | Tennis Borussia Berlin       |
| SV Waldhof Mannheim       | 4-0       | VfL Osnabrück                |

## Cuartos de final
Los partidos se jugaron el 7 de enero.
| Equipo 1            | Resultado | Equipo 2                  |
| ------------------- | --------- | ------------------------- |
| Blau-Weiß 90 Berlin | 1-7       | Rapid Wien                |
| Waldhof Mannheim    | 6-2       | Hamburger SV              |
| 1. FC Nürnberg      | 3-1       | Fortuna Düsseldorf        |
| Wacker Wien         | 7-4       | WKG BSG Neumeyer Nürnberg |

## Semifinales
Los partidos se jugaron el 31 de marzo.
| Equipo 1         | Resultado | Equipo 2       |
| ---------------- | --------- | -------------- |
| Rapid Wien       | 0-1       | 1. FC Nürnberg |
| Waldhof Mannheim | 1-1       | Wacker Wien    |

### Replay
Los partidos se jugaron el 7 y el 14 de abril.
| Equipo 1         | Resultado | Equipo 2         |
| ---------------- | --------- | ---------------- |
| Wacker Wien      | 2-2       | Waldhof Mannheim |
| Waldhof Mannheim | 0-0 (I)   | Wacker Wien      |

## Final
| 28 de abril de 1940 | 1. FC Nürnberg   | 2–0     | Waldhof Mannheim | Olympiastadion, Berlin                             |                                                    |
|                     | Eiberger 46' 85' | Reporte |                  | Asistencia: 60 000 espectadores Árbitro(s): Schutz | Asistencia: 60 000 espectadores Árbitro(s): Schutz |

| 1. FC Nürnberg | Waldhof Mannheim |

| ARQ          |  | Georg Köhl     |
| DEF          |  | Willi Billmann |
| DEF          |  | Hans Übelein   |
| MED          |  | Georg Luber    |
| MED          |  | Wilhelm Sold   |
| MED          |  | Heinz Carolin  |
| DEL          |  | Karl Gußner    |
| DEL          |  | Max Eiberger   |
| DEL          |  | Julius Übelein |
| DEL          |  | Alfred Pfänder |
| DEL          |  | Willi Kund     |
| Entrenador:  |  |                |
| Alwin Riemke |  |                |

| ARQ          |  | Hubert Fischer   |
| DEF          |  | Helmut Schneider |
| DEF          |  | Georg Siegel     |
| MED          |  | Hans Mayer       |
| MED          |  | Ernst Heermann   |
| MED          |  | Karl Ramge       |
| DEL          |  | Hans Eberhard    |
| DEL          |  | Reinhold Fanz    |
| DEL          |  | Josef Erb        |
| DEL          |  | Willi Pennig     |
| DEL          |  | Ludwig Günderoth |
| Entrenador:  |  |                  |
| Otto Neumann |  |                  |